# Shamsābād (ort i Indien, Uttar Pradesh, Agra)
Shamsābād är en ort i Indien.   Den ligger i distriktet Agra och delstaten Uttar Pradesh, i den centrala delen av landet, 200 km söder om huvudstaden New Delhi. Shamsābād ligger 170 meter över havet och antalet invånare är 31 009.
Terrängen runt Shamsābād är mycket platt. Runt Shamsābād är det tätbefolkat, med 459 invånare per kvadratkilometer. Shamsābād är det största samhället i trakten. Trakten runt Shamsābād består till största delen av jordbruksmark.